# Cocauquén
La subdelegación de Cocauquén fue una de las subdelegaciones que integró el antiguo departamento de San Fernando. Fue integrada por dos distritos.
El territorio de la subdelegación fue organizado por decreto del presidente José Joaquín Pérez Mascayano el 14 de agosto de 1867. Se suprimió con el Decreto con Fuerza de Ley N.º 8.583 del 30 de diciembre de 1927 y su territorio pasó a formar parte de la subdelegación de Pichilemu.
Toma su nombre del antiguo fundo que se encontraba en este territorio, al este de Panilonco y al norte de Las Garzas.

## Historia
Los límites de la subdelegación, establecidos mediante el decreto que organizó las subdelegaciones del departamento de San Fernando, fueron los siguientes:

Al oeste, por el mar; al sur, por la quebrada de los Robles unida con la del Romero por medio de la eminencia denominada Puerta del Alto Colorado hasta la Poza del Toro, continuando desde aquí por el estero del Valle de San Antonio que, después de correr alguna distancia, confluye con la quebrada del Peral, por el curso de esta quebrada hasta enfrentar el foso que sirve de deslinde a las haciendas de San Antonio y del Sauce con las propiedades del Valle Redondo, y por este foso eslabonado por el cauce del estero de este valle con la quebrada de los Pinos, que nace del cordón de cerros de la Rosa; proseguirá por este cordón y bajará por la quebrada del Papal hasta tomar el deslinde del fundo de la Rosa que pasa por el monte del Carrizalillo, atravesando por la falda del cerro de las Culebras hasta encontrar el foso y cerca que deslindan la hacienda de Mallermo con el fundo de la Rosa; al este, por este mismo foso y cerca hasta terminar en el origen del valle de las Piedras Blancas, por el cual se avanzará hasta llegar al cerro del Poroto, y de aquí por el valle de los Sauces que toca en el estero de Pailimo; y al norte, por este estero, y el de la Quebrada Honda con el cual se junta y que desagua en el mar.

Los distritos que la conformaron fueron: 1.° de Las Garzas, 2.° El Cardonal.
Por decreto del 22 de diciembre de 1891 fueron creadas varias comunas en el departamento de San Fernando. Además de la capital provincial, fue creada, entre otras, la comuna de Pichilemu, integrada por la subdelegación de Peña Blanca, Cáhuil y Cocauquén.
El Decreto con Fuerza de Ley N.º 8.583 del 30 de diciembre de 1927 redistribuye el territorio del departamento de San Fernando, y suprime varias subdelegaciones, al pasar cada comuna a integrar una única subdelegación de igual nombre. Es así como el territorio de Cocauquén integró la subdelegación de Pichilemu, y éste a su vez a la comuna de Pichilemu.

## Administración
La administración del territorio estaba a cargo del subdelegado, subordinado al gobernador departamental y nombrado por él. Duraban dos años en el cargo, aunque también podían ser nombrados indefinidamente. Podían ser removidos por el gobernador, quien debía dar cuenta de esto al intendente provincial. Los distritos, en tanto, eran regidos por un inspector, quien respondía a las órdenes del subdelegado, quien tenía la potestad de nombrarlos o removerlos dando cuenta al gobernador departamental.